# Дюфрен, Диана
Диана Дюфрен (фр. Diane Dufresne) — франкоканадская рок-певица, автор-исполнитель, актриса и художница, популярная в Квебеке с 1970-х и во Франции с 1980-х годов. Многократный лауреат квебекской премии «Феликс», в том числе как исполнительница года (1982) и самый популярный исполнитель за пределами Квебека (1980, 1983), лауреат Премии генерал-губернатора в области исполнительских искусств (2001), член Зала славы канадской музыки с 2023 года. Кавалер орденов Канады, Франции и международной организации «Франкофония».

## Биография
Родилась в Монреале в 1944 году. Лишилась матери в 12 лет и бросила школу, чтобы заботиться о младших братьях и сестрах. Начинала петь подростком в Монреале, где в 1957 году брала уроки у Симоны Кенель. В 1965—1967 годах проживала в Париже, где училась искусству пения у Жана Люмьера и сценическому мастерству у актрисы Франсуазы Розе. В эти годы пела в кабаре-барах «Écluse», «Échelle de Jacob», «Caveau de la Bolée». По возвращении в Монреаль начала выступать в ревю Клеманс Дерошер Les Girls, записывала коммерческие джинглы и завязала творческие контакты с композитором Франсуа Кузино и поэтом-песенником Люком Пламондоном, с которым в дальнейшем сотрудничала до 1984 года.
В 1972 году приобрела известность как сольная исполнительница после выхода дебютного альбома Tiens-toé ben j’arrive!, сингл из которого «J’ai rencontré l’homme de ma vie» стал популярным хитом — только в Квебеке было продано 60 тысяч копий и еще 125 тысяч разошлось за рубежом. Дальнейшей популярности в Квебеке способствовали сингл 1975 года «Chanson pour Elvis» и выступления в шоу «Как фильм Феллини» (1978).
В 1973 году выступала на разогреве у Жюльена Клера в зале «Олимпия». В 1977 году давала концерты в зале «Элизе-Монмартр», а на следующий год в «Олимпии». Записи парижских выступлений были выпущены в виде двух концертных альбомов. Канадка удостоилась премии за молодежные песни от Французской ассоциации музыкального обмена. В 1979 году играла роль Стеллы Спотлайт в мюзикле «Стармания»; песня «Les adieux d’un sex-symbol» из этого мюзикла в исполнении Дюфрен стала хитом во Франции в том же году. В 1980-е годы, после появления в музыкальной сказке Филиппа Шателя «Эмили Жоли» и рок-мюзикле Пламондона «Диоксид углерода» (1984), канадка стала одной из самых популярных исполнителей в этой стране.
В 1984 году выступала с шоу «Розовое волшебство» (фр. Magie rose) на Олимпийском стадионе Монреаля перед 55 тысячами зрителей. В 1986 году поставила в монреальском театре «Новый свет» шоу «Совершенно секретно» (англ. Top Secret), в котором исполняла, в частности, арию «Addio del Passato» из «Травиаты». На следующий год на крытом стадионе «Колизей» в Квебеке выступала с Квебекским симфоническим оркестром в программе Symphonique n’Roll.
С 1992 года начала сама писать песни. В это время стиль исполнения Дюфрен претерпел изменения: она отказалась от традиционного рокового звучания в пользу более сдержанного, мягкого исполнения. Ее шоу 1998 года «Избранное» (фр. Réservé) принесло ей две премии «Феликс». Этой же премии был удостоен альбом, записанный в 2004 году со Столичным оркестром Большого Монреаля, на котором были собраны песни авторства Курта Вайля. В 2006 году вместе с еще рядом канадских звезд выступила на церемонии открытия первых World Outgames в Монреале.
К началу 2000-х годов выпустила более 20 альбомов, в том числе три сборника. Помимо выступлений на эстраде, снималась в кино, в том числе сыграв в фильме Франсиса Леклерка «Девушка у окна». Занималась живописью и иллюстрированием книг; выставки картин Дюфрен проходили в Квебеке, США и Европе.

## Награды и звания
- 1980 — премия «Феликс» в номинации «Артист за пределами Квебека»[4]
- 1982 — премия «Феликс» в номинации «Исполнительница года»[5]
- 1983 — премия «Феликс» в номинации «Наиболее успешный артист за пределами Квебека»[6]
- 1987 — премия «Феликс» в номинации «Шоу года» («Совершенно секретно»)[2]
- 2001 — Премия генерал-губернатора в области исполнительских искусств[1]
- 2001 — офицер ордена Искусств и литературы (Франция)[3]
- 2001 — орден Плеяды («Франкофония»)[2]
- 2002 — Национальный орден Квебека[3]
- 2005 — премия «Феликс» в номинации «Альбом года — классический оркестр и большой ансамбль» (Diane Dufresne, Kurt Weill, Yannick Nézet-Séguin, Orchestre Métropolitain du Grand Montreal)[2]
- 2006 — премия «Феликс» за достижения творческой карьеры[2]
- 2008 — орден Почётного легиона (Франция)[2]
- 2015 — орден Канады[7]
- 2023 — член Зала славы канадской музыки[8]